# Odin i bez oruzjija
Odin i bez oruzjija (russisk: Один и без оружия) er en sovjetisk spillefilm fra 1984 af 	Pavel Fattakhutdinov og Vladimir Khotinenko.

## Medvirkende
- Vasilij Misjjenko som Konstantin Nikolaevitj Vorontsov
- Ivan Agafonov som Kornej
- Vsevolod Larionov som Ivan Ivanovitj Melentjev
- Viktor Bortsov som Dmitrij Sergejevitj
- Boris Galkin som Sonny